# طبوغرافيا القمر

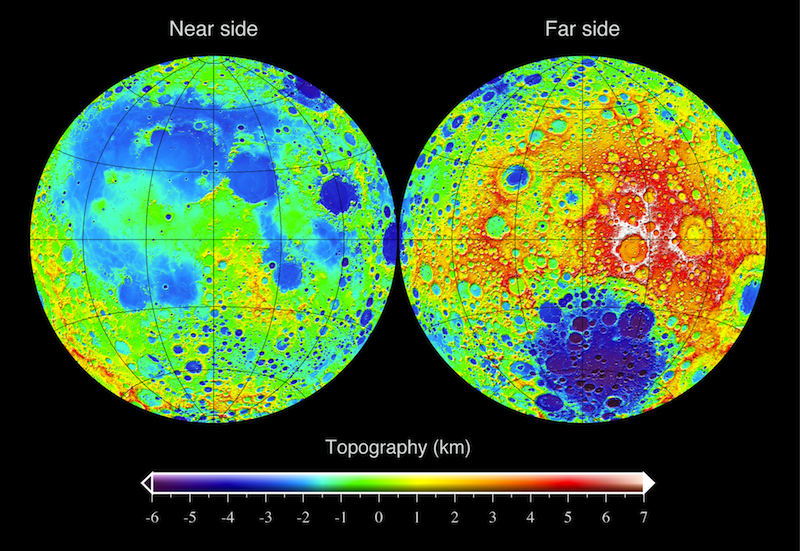
Topography of the Moon.

تم قياس طبوغرافيا القمر عن طرق تحليل قياس الارتفاعات بالليزر وتحليل الصور الفراغية وكان آخرها تلك البيانات التي تم الحصول عليها من بعثة كليمنتين. الميزة الطبوغرافية الأكثر وضوحًا هو الجانب البعيد العملاق لحوض أيتكين، الذي لديه أقل الارتفاعات في القمر. وتوجد أعلى الارتفاعات فقط في الشمال الشرقي من هذا الحوض وقد تم اقتراح أن هذه المنطقة قد تمثل رواسب مقذوفات سميكة حدثت خلال تأثير حدث حوض أيتكين. توجد أحواض أخرى لها تأثير كبير مثل ماريا إمبيريام، سيرينشيا، كريزيوم، سميث وأوريانتال، وبها مناطق ارتفاعات منخفضة حواف مرتفعة.
سمة أخرى مميزة لشكل القمر هو أن متوسط الارتفاعات على الجانب البعيد هي حوالي 1.9 كم أعلى من الجانب القريب. إذ يفترض أن القشرة في حالة توازن من حيث التماثل الاستاتيكي، وأن كثافة القشرة متساوية في كل مكان ومن ثم تكون المرتفعات الأعلى مرتبطة بسمك قشرة أكبر. باستخدام بيانات الجاذبية والطبوغرافيا والزلازل فيعتقد أن تكون القشرة في المتوسط حوالي 50 ± 15 km في السمك أما قشرة الجانب البعيد تكون أكثر سمكًا في المتوسط من الجانب القريب بنحو 15 كم.

## سيلينوغرافيا
سيلينوغرافيا (بالإنجليزية: Selenography)‏ هو دراسة السطح والسمات الفيزيائية للقمر. يعتبر علم السيلنوغرافيا أحد فروع جيولوجيا القمر، والذي يشار إليه غالبًا باسم «علم القمر». كلمة selenography مشتقة من الإلهة القمرية اليونانية سيليني وgraphō تعني «أنا أكتب».

## التاريخ
تعود فكرة أن سطح القمر ليس سلسًا تمامًا إلى عام 450 قبل الميلاد على الأقل، عندما أكد ديموقريطوس أن «الجبال الشاهقة والوديان المجوفة» على القمر هي سبب العلامات الظاهرة على سطحه. مع ذلك، لم تبدأ دراسة علم السيلنوغرافيا بشكل جاد حتى نهاية القرن الخامس عشر. في عام 1603 تقريبًا، رسم ويليام جيلبرت أول خريطة للقمر بناءً على رصده بالعين المجردة. سرعان ما تبعه آخرون، وعندما اختُرع التلسكوب، رُسمت خرائط أولية ذات دقة منخفضة، ولكن سرعان ما تحسنت مع تقدم علم البصريات. في أوائل القرن الثامن عشر، تم قياس ميسان القمر، ما أظهر أن أكثر من نصف سطح القمر مرئي للمراقبين على الأرض. في عام 1750، ابتكر يوهان ماير أول إحداثيات موثوقة للقمر ما سمح لعلماء الفلك بتحديد معالم القمر.
أصبح رسم خرائط القمر أمرًا منهجيًا في عام 1779 عندما بدأ يوهان شروتر مراقبته الدقيقة وقياسه لتضاريس سطح القمر. في عام 1834 نشر يوهان هاينريش فون ميدلر أول خريطة كبيرة للقمر، تألفت من 4 أوراق، ثم نشر لاحقًا كتاب السيلنوغرافيا العالمية. اعتمدت جميع القياسات القمرية على الرصد المباشر حتى مارس 1840، عندما التقط جاي. دبليو. درابر، باستخدام تلسكوب عاكس بقطر 5 بوصات، صورة داجيرية للقمر، وبالتالي أصبح التصوير الفوتوغرافي جزءً من علم الفلك. في البداية، كانت الصور ذات جودة متدنية للغاية، ولكن كما حدث مع التلسكوب خلال آخر 200 عام، تحسنت جودتها بسرعة. بحلول عام 1890، أصبح التصوير القمري فرعًا معترفًا به في علم الفلك.

### التصوير القمري
شهد القرن العشرين مزيدًا من التقدم في علم سيلينوغرافيا. في عام 1959، التقطت مركبة لونا 3 الفضائية السوفيتية الصور الأولى للجانب البعيد من القمر. أطلقت الولايات المتحدة الأمريكية مركبة رينجر الفضائية بين عامي 1961 و1965 لتصوير سطح القمر حتى لحظة اصطدامها به، ومركبات قمرية مدارية بين عامي 1966 و1967 لتصوير القمر من المدار، ومركبتي سيرفيور بين عامي 1966 و1968 للتصوير القمر والهبوط على سطحه. حلقت مركبتا لوناخود 1 (1970) ولوناخود 2 (1973) التابعتان للاتحاد السوفييتي على ارتفاع 50 كيلومتر تقريبًا فوق سطح القمر، ما سمح لهما بالتقاط صور مُفصلة للسطح. أنتجت مركبة كليمنتين الفضائية أول خريطة عالمية تقريبًا لتضاريس القمر، وكذلك صورًا متعددة الأطياف. التقطت المهمات اللاحقة صورًا ذات دقة أفضل.

## الخرائط التاريخية للقمر
فيما يلي قائمة بالخرائط والأطالس القمرية البارزة، مرتبة ترتيبًا زمنيًا حسب تاريخ النشر.
- ميشيل فان لانغرين، خريطة منقوشة، 1645.
- يوهانس هيفيليوس، سيلينوجرافيا، 1647.
- جيوفاني ريتشيولي وفرانشيسكو جريمالدي، ألماغستوم نوفوم، 1651.
- جيوفاني دومينيكو كاسيني، خريطة منقوشة، 1679 (أعيدت طباعتها في عام 1787).
- توبياس ماير، خريطة منقوشة، 1749، نُشرت عام 1775.
- يوهان هيرونيموس شروتر، شظايا سيلينوغرافية، نُشر المجلد الأول في 1791، والمجلد الثاني في 1802.
- جون راسل، صور منقوشة، 1805.
- فيلهلم لوهرمان، تضاريس سطح القمر المرئي، لايبزيغ، 1824.
- فيلهلم بير ويوهان هاينريش ميدلر، خريطة سيلينوغرافية لنصف الكرة المرئي للقمر، برلين، بين عامي 1834 و1836.
- إدموند نيسون، القمر، لندن، 1876.
- يوليوس شميدت، خريطة لجبال القمر، برلين، 1878.
- توماس جوين إلجر، القمر، لندن، 1895.
- يوهان كريجر، موند أطلس، 1898. نُشر مجلدان إضافيان بعد وفاته في عام 1912 من قبل أكاديمية فيينا للعلوم.
- والتر جوداكري، خريطة القمر، لندن، 1910.
- ماري إيه. بلاغ وكارل مولر، التكوينات القمرية المُسماة، مجلدين، لندن، 1935.
- فيليب فوث، أنسر موند، بريمن، 1936.
- هيو بّي. ويلكينز، خريطة للقمر بطول 300 بوصة، 1951.
- جيرارد كويبر وآخرون، أطلس فوتوغرافي للقمر، شيكاغو، 1960.
- إوين إيه. ويتاكر وآخرون، الأطلس القمري المعدل، توكسون، 1963.
- هيرمان فوث وفيليب فوث (بعد وفاته)، مونداتلاس، 1964.
- جيرارد كويبر وآخرون، نظام فوهات القمر، 1966.
- يو آي. إفريموف وآخرون، أطلس الجانب البعيد للقمر، موسكو، بين عامي 1967 و1975.
- ناسا، خرائط اورتوفوتوية طوبوغرافية للقمر، 1978.
- أنتونين روكل، أطلس القمر، 2004.